# Unterseeboot 292
Le Unterseeboot 292 (ou U-292) est un sous-marin allemand (U-Boot) de type VII.C/41 utilisé par la Kriegsmarine (marine de guerre allemande) pendant la Seconde Guerre mondiale.

## Historique
Mis en service le 25 août 1943, l'Unterseeboot 292 reçoit sa formation de base à Dantzig, dans le Reichsgau Danzig Westpreußen (ville à l'époque encore allemande, aujourd'hui Gdańsk en Pologne), au sein de la 8. Unterseebootsflottille jusqu'au 30 avril 1944, puis l'U-292 rejoint sa formation de combat au sein de la 1. Unterseebootsflottille à la base sous-marine de Brest, base qu'il n'atteindra jamais.
En préparation de sa première patrouille, l'U-292 quitte le port de Kiel le 6 mai 1944 sous les ordres de l'Oberleutnant zur See Werner Schmidt pour rejoindre, trois jours plus tard, le 8 mai 1944, Larvik en Norvège. Dix jours plus tard, le 18 mai 1944, il appareille pour rejoindre Bergen qu'il atteint le 22 mai 1944.
Il réalise sa première patrouille en quittant le port de Bergen le 24 mai 1944, toujours sous les ordres de l'Oberleutnant zur See Werner Schmidt. Après quatre jours en mer, l'U-292 est coulé le 27 mai 1944 à l'ouest de Trondheim à la position géographique de 62° 37′ N, 0° 57′ E par des charges de profondeur lancées depuis un bombardier Consolidated B-24 Liberator britannique (Squadron 59/S). 
Les 51 membres d'équipage meurent dans cette attaque.

## Affectations successives
- 8. Unterseebootsflottille à Danzig du 25 août 1943 au 30 avril 1944 (entrainement)
- 1. Unterseebootsflottille à Brest du 1er au 27 mai 1944 (service actif)

## Commandement
- Oberleutnant zur See Werner Schmidt du 25 août 1943 au 27 mai 1944

## Patrouilles
|       | Commandant           | Départ      | Départ | Arrivée     | Arrivée | Jours    | Succès |
| ----- | -------------------- | ----------- | ------ | ----------- | ------- | -------- | ------ |
|       | Oblt. Werner Schmidt | 6 mai 1944  | Kiel   | 8 mai 1944  | Larvik  | 3 jours  |        |
|       | Oblt. Werner Schmidt | 18 mai 1944 | Larvik | 22 mai 1944 | Bergen  | 5 jours  |        |
| 1     | Oblt. Werner Schmidt | 24 mai 1944 | Bergen | 27 mai 1944 | Coulé   | 4 jours  |        |
| Total | Total                | Total       | Total  | Total       | Total   | 12 jours | 0 t    |

Note : Oblt. = Oberleutnant zur See

### Opérations Wolfpack
L'U-292 n'a pas opéré avec les Wolfpacks (meute de loups) durant sa carrière opérationnelle.

## Navires coulés
L'Unterseeboot 292 n'a ni coulé, ni endommagé de navire ennemi au cours de l'unique patrouille (4 jours en mer) qu'il effectua.

### Source et bibliographie
- (en) Cet article est partiellement ou en totalité issu de l’article de Wikipédia en anglais intitulé « German submarine U-292 » (voir la liste des auteurs).
- Chris Bishop, historien militaire (trad. de l'anglais par Christian Muguet), Les sous-marins de la Kriegsmarine : 1939-1945 : le guide d'identification des sous-marins [« The spellmount submarine identification guide : Kriegsmarine U-boats 1939-1945 »], Paris, Éd. de Lodi, 2008, 192 p. (ISBN 978-2-84690-327-1, OCLC 470721805, BNF 41298980)